# Kirchbach (Adelsgeschlecht)

Stammwappen derer von Kirchbach

Kirchbach ist der Name eines ursprünglich sächsischen Adelsgeschlechts, das wahrscheinlich aus dem Dorf Kirchbach in Sachsen stammt und erstmals im Jahr 1472 in Roßwein und Döbeln auftritt. Stammvater ist Paul Kyrpach (Kirchbach), im Jahr 1490 Hausbesitzer und Tuchmacher, im Jahr 1515 Ratsherr in Roßwein.

## Adelserhebungen

### Stamm A
- Rittermäßiger Reichsadelsstand mit Prädikat „auf Lauterbach“ am 26. Juli 1663 in Wien für Jonas Kirchbach und dessen Schwester Veronika, verwitwete Beyer.
- Reichsadelsstand am 20. April 1682 in Laxenburg für beider Bruder Gottfried Kirchbach als kaiserlicher Leutnant.
- Kurfürstlich sächsische Anerkennung am 16. August 1690 in Dresden für denselben als kurfürstlich sächsischer Stabsoffizier.

### Stamm A, pommersche Linien
- Schwedischer Freiherrnstand am 18. Juni 1720 in Stockholm für den königlich schwedischen Generalleutnant Julius von Kirchbach (1663–1745), Gutsherr auf Hohenmühle usw., Oberst der pommerschen Adelsfahne und Oberjägermeister im Herzogtum Pommern. Nach dem Tod seines Sohnes Hans Friedrich Wilhelm von Kirchbach (1727–1800) übernimmt dessen Vetter Hans Julius von Kirchbach (1739–1819) den Freiherrntitel.
- Preußische Genehmigung zur Führung des Freiherrntitels am 8. Februar 1836 in Berlin für Julius Freiherr von Kirchbach (1801–1884) als königlich preußischer Premierleutnant sowie dessen Geschwister.

### Stamm A, sächsische Linie
- Eintragung in das königlich sächsische Adelsbuch am 4. August 1904 für Hugo von Kirchbach (1833–1914; Nr. 120) als königlich sächsischer Geheimer Regierungsrat, für dessen Bruder Eugen von Kirchbach (1835–1911; Nr. 121) als königlich sächsischer General der Kavallerie, für deren Halbbruder Carl von Kirchbach (1847–1929; Nr. 122) als Generaldirektor der Königlich Sächsischen Staatseisenbahnen und schließlich für dessen Bruder Hans von Kirchbach (1849–1928; Nr. 123) als königlich sächsischer Generalmajor.
- Österreichische Prävalierung des Freiherrnstandes als eines österreichischen Adels und Genehmigung zur Wiederaufnahme des Prädikats „auf Lauterbach“ am 31. Mai 1909 auf Schloss Schönbrunn mit Plakat vom 3. Januar 1913 in Wien für die Geschwister Karl von Kirchbach (1856–1939) als k.u.k. Generalmajor, Ferdinand von Kirchbach (1858–1920) als k.u.k. Generalmajor, Eleonore von Kirchbach, verheiratete Freifrau Ritter von Záhony, und Marie von Kirchbach, verheiratete Ritter Grois von Seinsberg.
- Österreichischer Grafenstand am 8. Dezember 1917 mit Diplom vom 21. April 1918 in Wien für den oben erstgenannten Karl Freiherr von Kirchbach auf Lauterbach als k.u.k. Generaloberst.
- Eintragung in das sächsische Adelsbuch am 25. Juli 1924 für Harry von Kirchbach (1896–1945; Nr. 570) als Leutnant und Adjutant im 10. Infanterieregiment, späteren Generalleutnant.

### Stamm B
- Preußischer Grafenstand (primogenitur) am 3. Februar 1880 in Berlin für Hugo von Kirchbach (1809–1887) als königlich preußischer General der Infanterie.

## Wappen

### Stamm A: Reichsadelsstand (1663/1682)
Über von Silber und Rot dreimal geteiltem Schildesfuß in Blau auf grünem Rasen eine silberne Kirche mit bekreuztem roten Dach und ebensolchem Turm, aus deren Tor ein silberner Bach fließt; im rechten Obereck eine gebildete strahlende goldene Sonne. Auf dem Helm mit rot-silbernen Decken ein silberner Kirchturm zwischen offenem, von Silber und Rot übereck geteiltem Fluge.

### Stamm A, pommersche Linien: schwedischer Freiherrnstand (1720)
Durch ein goldenes Tatzenkreuz geviert und belegt mit Herzschild, darin über von Silber und Rot dreimal geteiltem Schildesfuß in Blau auf grünem Rasen eine silberne Kirche mit rotem Dach und silbernem Kreuz, aus deren Tor ein silberner Bach fließt; 1 und 4 in Blau über zwei geschrägt gold begrifften silbernen Schwertern eine goldene Adelskrone, 2 und 3 in Rot je ein rechtsgekehrter aufgerichteter silberner Leopard. Zwei Helme mit blau-hermelinen Decken; auf dem rechten zwischen offenem, von Silber und Rot übereck geteiltem Fluge ein silberner Kirchturm mit rotem Dach; auf dem linken zwischen zwei Fähnchen an goldenen Turnierlanzen mit je zwei goldenen Troddeln, das rechte silbern mit blauem Rand, das linke blau, eine goldene Lilie. Schildhalter: Zwei vorwärts sehende natürliche Leoparden.

### Stamm A, sächsische Linie: österreichischer Grafenstand (1918)
Wie von 1663. Schildhalter: Zwei natürliche Hirsche, deren Hälse schräg aufwärts und einwärts von je einem rot beflitschten silbernen Pfeil durchschossen sind. Wahlspruch: Semper fideliter – Immer treu.

### Stamm B: preußischer Grafenstand (1880)
Über von Silber und Rot dreimal geteiltem Schildesfuß in Blau auf grünem Berge eine silberne Kirche mit bekreuztem roten Dach und ebensolchem Turm, aus deren Tor ein silberner Bach fließt; im rechten Obereck ein Teil einer gebildeten goldenen Sonne mit goldenen Strahlen. Zwei Helme mit rot-silbernen Decken; auf dem rechten ein silberner Kirchturm zwischen offenem, von Silber und Rot übereck geteiltem Fluge; auf dem linken fünf abwechselnd rote und silberne Straußenfedern, davor zwei geschrägte gold begriffte Schwerter, überhöht von einem schwarzen Eisernen Kreuz. Schildhalter: Zwei widersehende königlich gekreuzte preußische schwarze Adler, auf deren Brust der von Silber und Schwarz gevierte Hohenzollernschild liegt. Wahlspruch: Pietate et armis – Durch Frömmigkeit und Waffenehre.
Darstellungen im Österreichischen Staatsarchiv

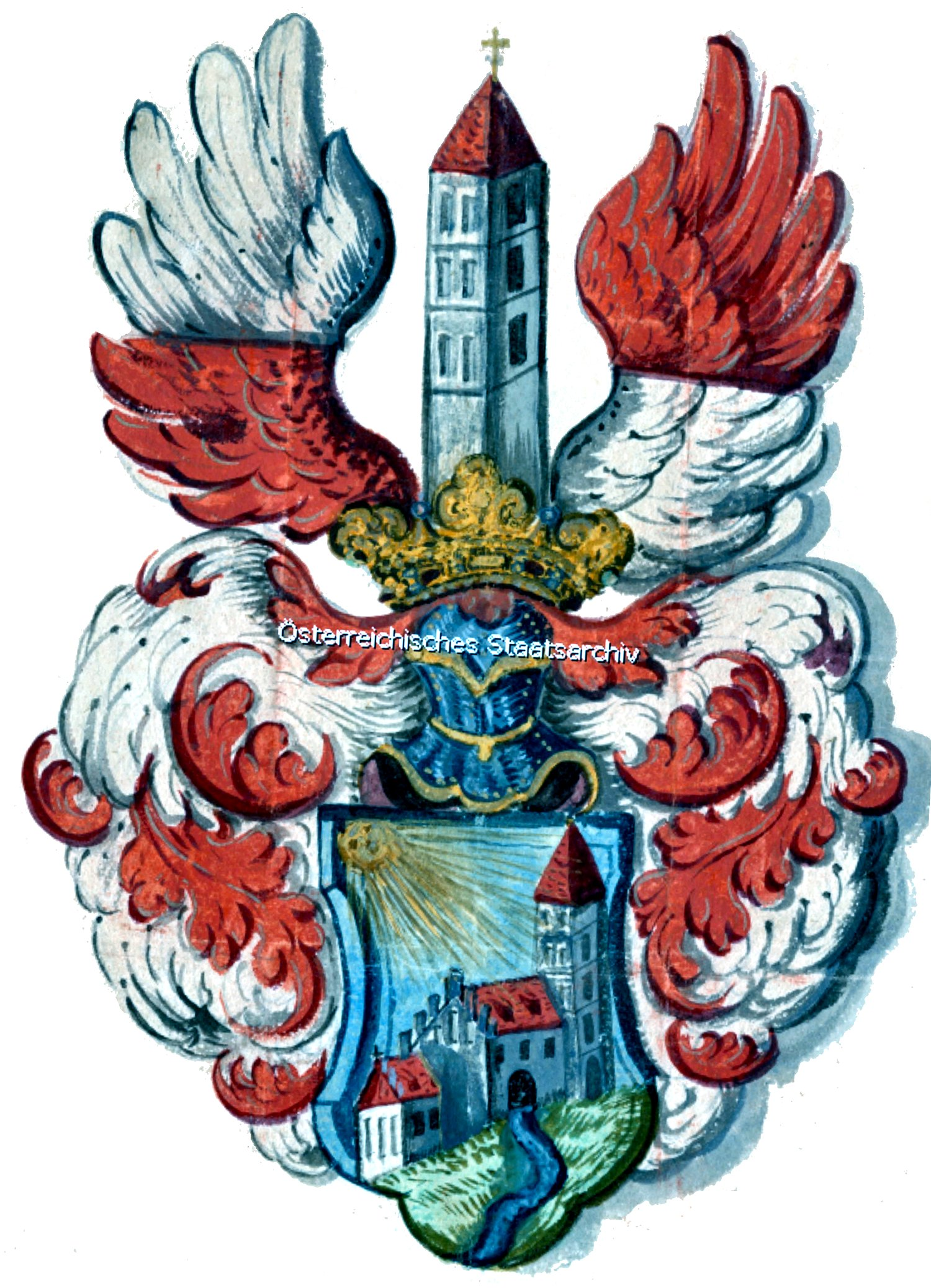
Stammwappen 1 (1663)
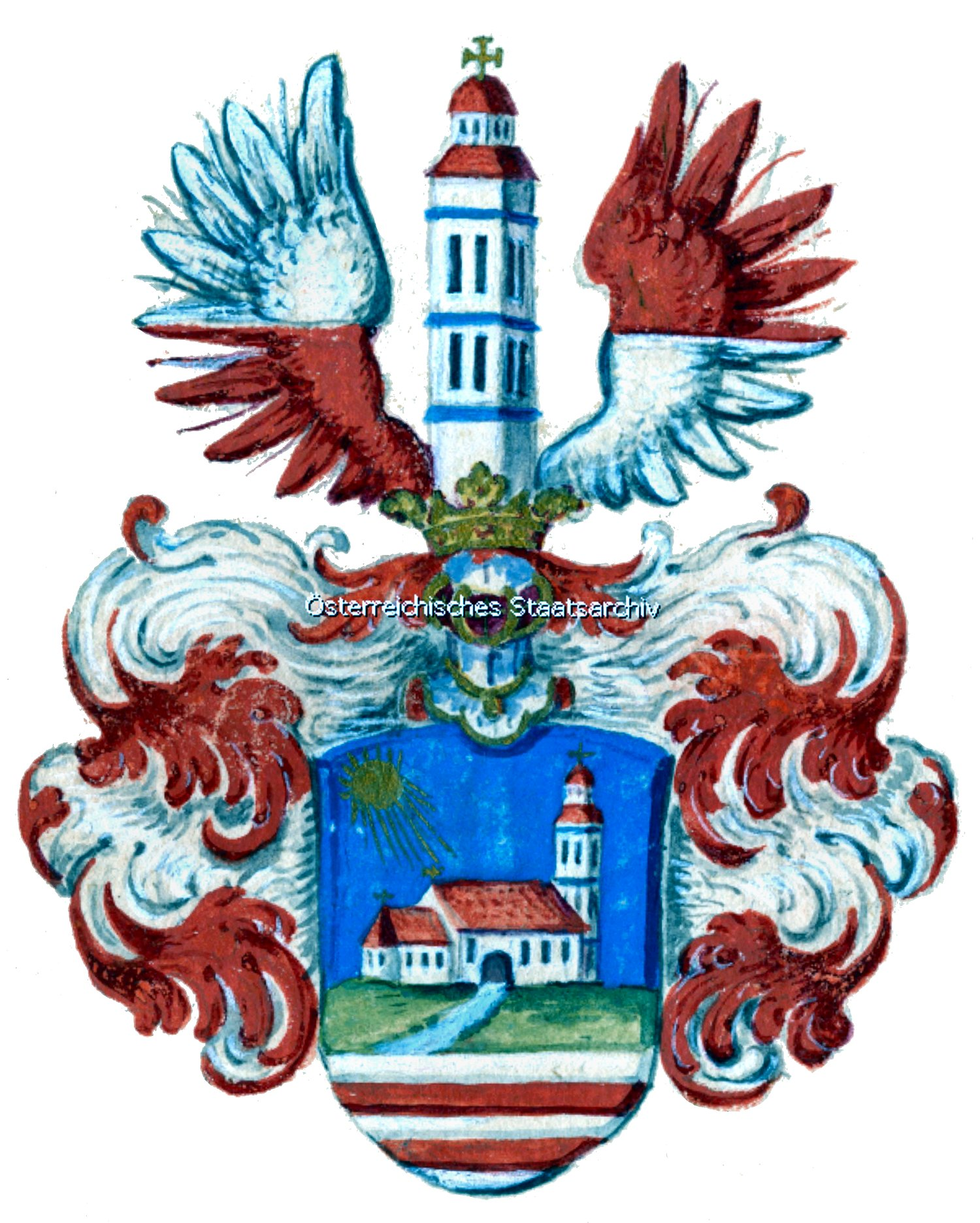
Stammwappen 2 (1682)
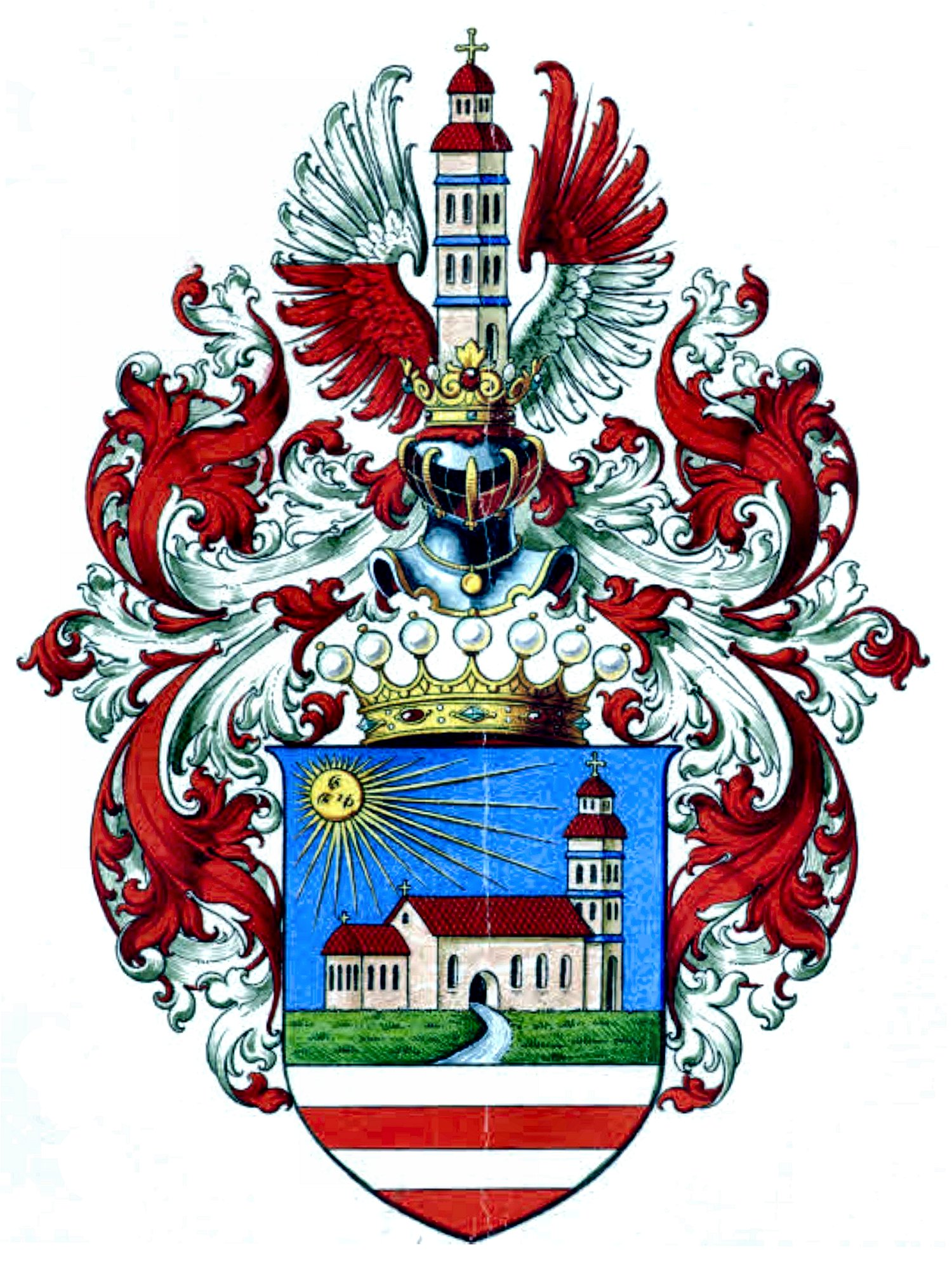
Freiherrenwappen (1908–1918)
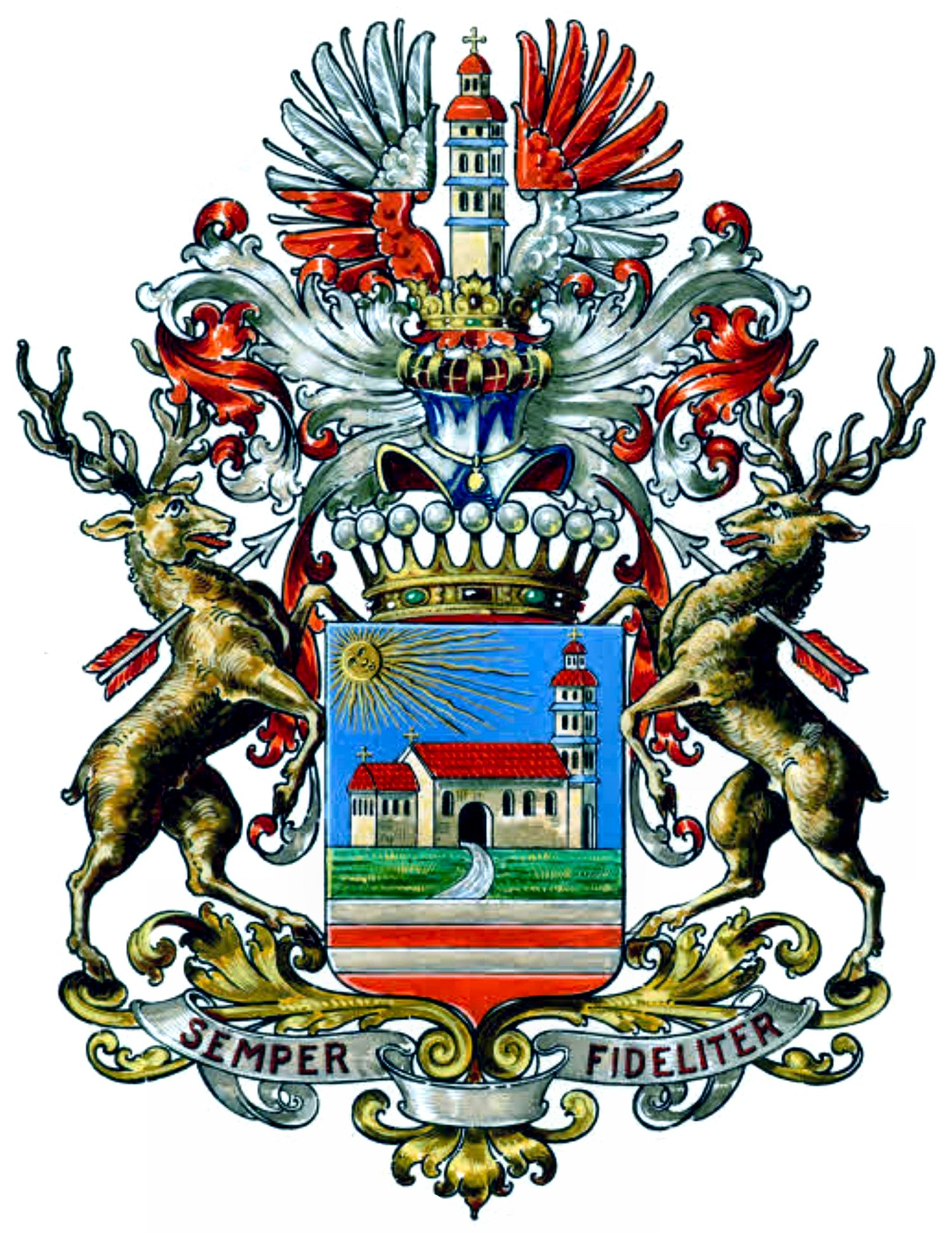
Grafenwappen (1918)

## Bekannte Familienmitglieder
- Hans Carl von Kirchbach (1704–1753), kursächsischer Bergbeamter und Berghauptmann
- Hans Ferdinand von Kirchbach (1804–1876), österreichischer Generalmajor
- Hugo Graf von Kirchbach (1809–1887), preußischer General der Infanterie
- Hans Karl Hugo von Kirchbach (1833–1914), sächsischer Politiker und Geheimer Rat
- Hans von Kirchbach (General, 1834) (1834–1903), sächsischer Generalmajor
- Eugen von Kirchbach (1835–1911), sächsischer General der Kavallerie
- Karl von Kirchbach (1847–1929), Generaldirektor der Königlich Sächsischen Staatseisenbahnen
- Hans von Kirchbach (1849–1928), sächsischer Generaloberst
- Günther Graf von Kirchbach (1850–1925), preußischer Generaloberst
- Karl von Kirchbach auf Lauterbach (1856–1939), General der österreichisch-ungarischen Armee
- Johann von Kirchbach auf Lauterbach (1858–1920), General der österreichisch-ungarischen Armee
- Arndt von Kirchbach (1885–1963), Superintendent
- Hans Hugo von Kirchbach (1887–1972), Oberst i. G. und Chef der Heeresbüchereien
- Esther von Kirchbach (1894–1946), christliche Schriftstellerin
- Reinhard von Kirchbach (1913–1998), deutscher evangelisch-lutherischer Pastor und Propst, Wegbereiter des interreligiösen Dialogs
- Hans-Peter von Kirchbach (* 1941), deutscher General und Johanniter, Generalinspekteur der Bundeswehr
- Friederike von Kirchbach (* 1955), Theologin
- Ulrich von Kirchbach (* 1956), deutscher Kommunalpolitiker